# Вишні Ладичковці
Вишні Ладичковці, або Вишні Ладичківці, Вишне Ладичковце (словац. Vyšné Ladičkovce) — село в Словаччині, Гуменському окрузі Пряшівського краю. Розташоване в північно-східній частині Словаччини в південній частині Низьких Бескидів в долині Ладичковського потока. Протікає річка Любішка.
Уперше згадується у 1427 році.
У селі є римо-католицький костел Вознесіння Господа з 1995 року.

## Населення
| Рік:            | 1993 | 2003    | 2013     | 2023     |
| --------------- | ---- | ------- | -------- | -------- |
| Кількість осіб: | 264  | 241     | 209      | 184      |
| Різниця:        |      | -8,71 % | -13,27 % | -11,96 % |

| Рік:            | 2022 | 2023    |
| --------------- | ---- | ------- |
| Кількість осіб: | 182  | 184     |
| Різниця:        |      | +1,09 % |

У селі проживало 217 осіб (31.12.2011).
Національний склад населення (за даними останнього перепису населення — 2001 року):
- словаки — 99,22 %,
- русини — 0,39 %.

Склад населення за приналежністю до релігії станом на 2001 рік:
- римо-католики — 96,51 %,
- греко-католики — 1,94 %,
- православні — 0,39 %,
- протестанти — 0,39 %,
- не вважають себе вірянами або не належать до жодної вищезгаданої конфесії — 0,78 %.